# Mount Vernon (huis)

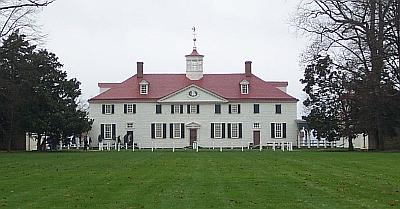
Mount Vernon

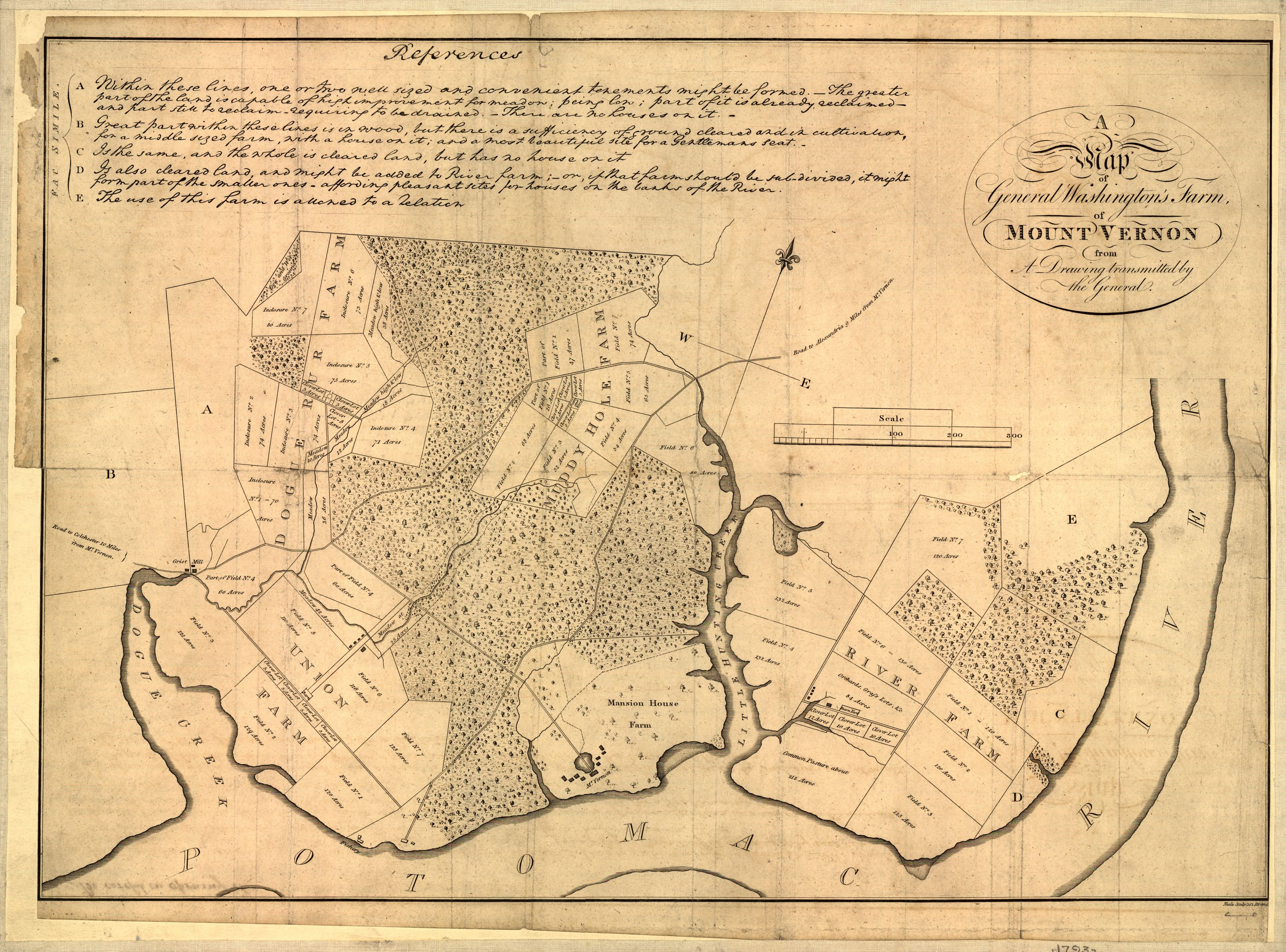
Kaart van de hand van George Washington van het landgoed Mount Vernon

Mount Vernon is het huis waar George Washington, de eerste president van de Verenigde Staten, voor een belangrijk deel van zijn leven woonde. Het bevindt zich in de staat Virginia aan de Potomac River.
Het in de georgiaanse architectuurstijl opgetrokken huis staat op een landgoed dat in 1674 in handen kwam van John Washington, de overgrootvader van de latere president. George Washington erfde het landgoed in 1761 na het overlijden van de weduwe van zijn halfbroer Lawrence. In de jaren voor de Amerikaanse Onafhankelijkheidsoorlog breidde Washington het landgoed en het huis aanzienlijk uit en verdeelde hij het in verschillende plantages.
Na zijn presidentschap trok Washington zich terug op het landgoed waar hij in 1799 overleed. Zijn graftombe is er nu te bezichtigen, evenals het huis zelf dat is hersteld tot in de staat waarin het verkeerde ten tijde van Washingtons leven.